# 록하트 (텍사스주)

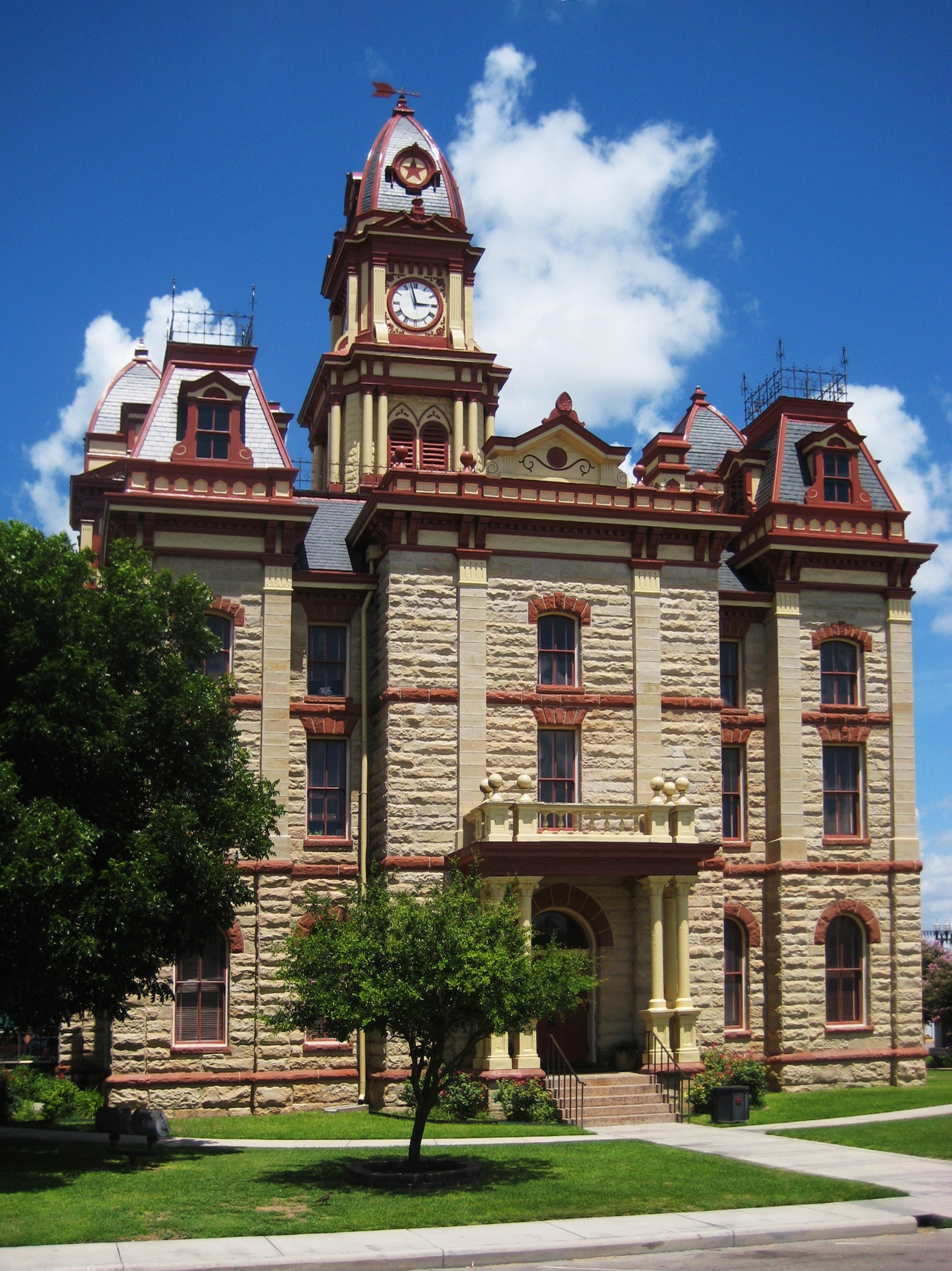
록하트에 있는 콜드웰군 법원

록하트(Lockhart)는 미국 텍사스주 콜드웰군의 군청 소재지이다. 2010년 기준으로 인구는 12,698명이다. 오스틴-라운드록 대도시 권역에 속한다.

## 위치
록하트는 위도 29°52′55″N 경도 97°40′34″W (29.881870, −97.676040)에 위치한다. 텍사스 중부지여게 위치한 록하트는 오스틴 도심으로부터 US 183번 고속도로를 따라 48km 남쪽에 위치해 있다. 샌안토니오에서는 북동쪽으로 110km떨어져 있으며, 휴스턴 서쪽으로 251km 떨어져 있다.

## 기후
록하트의 기후는 기온이 높고, 연중 강수량이 균일한 것이 특징이다. 쾨펜의 기후 구분에 따르면 록하타는 온난습윤기후 (Cfa)에 속한다.

## 인구
| 인구조사              | 인구   | Note  | %±    |
| --------------------- | ------ | ----- | ----- |
| 1870년                | 560    |       | —     |
| 1880년                | 718    |       | 28.2% |
| 1890년                | 1,233  |       | 71.7% |
| 1900년                | 2,306  |       | 87.0% |
| 1910년                | 2,945  |       | 27.7% |
| 1920년                | 3,731  |       | 26.7% |
| 1930년                | 4,367  |       | 17.0% |
| 1940년                | 5,018  |       | 14.9% |
| 1950년                | 5,573  |       | 11.1% |
| 1960년                | 6,084  |       | 9.2%  |
| 1970년                | 6,489  |       | 6.7%  |
| 1980년                | 7,953  |       | 22.6% |
| 1990년                | 9,205  |       | 15.7% |
| 2000년                | 11,615 |       | 26.2% |
| 2010년                | 12,698 |       | 9.3%  |
| 2019 (추산)           | 14,133 | [ 3 ] | 11.3% |
| U.S. Decennial Census |        |       |       |

## 사고
- 2016년 록하트 열기구 추락 사고